# Byrsonima yaroana
Byrsonima yaroana är en tvåhjärtbladig växtart som beskrevs av Brother Alain. Byrsonima yaroana ingår i släktet Byrsonima och familjen Malpighiaceae. Utöver nominatformen finns också underarten B. y. acutibracteata.